# 少年がミルク
少年がミルク（しょうねんがみるく）は、日本のシンガーソングライター、作曲家。所属レーベルはコドモメンタルINC.。

## 概要
出典：
2011年よりsyam名義での活動を経て、水谷和樹を作曲に迎えたソロ・プロジェクトとして始動スタート。
2016年5月に開催されたイベント「こどもめんたる～はっぴょうの壱～」にて少年がミルクとして初ライブで活動スタート